# Guaracha
A guaracha é um gênero de música popular de Cuba, de ritmo rápido e letras cômicas ou picarescas. O termo guaracha já havia sido usado nesse sentido desde pelo menos o final do século XVIII e o início do século XIX.
As guarachas eram tocadas e cantadas em teatros musicais e em salões de dança da classe baixa. Passaram a integrar os teatros cômicos de bufo (estilo de comédia cubana com personagens modelo imitando estereótipos da sociedade cubana) em meados do século XIX. Durante o final do século XIX e o início do século XX, a guaracha era o estilo de música favorito nos bordéis de Havana.
A guaracha sobrevive hoje nos repertórios de trovadores, conjuntos e grandes bandas ao estilo cubano.[carece de fontes?]